# مبادرة بيروت للسلام
مبادرة بيروت للسلام هي مبادرة اقترحها العاهل السعودي الملك عبد الله بن عبد العزيز، والذي كان ولياً للعهد آنذاك. وذلك خلال مؤتمر قمة جامعة الدول العربية التي انعقدت في بيروت في مارس 2002، تدعو المبادرة لتطبيع العلاقات مع إسرائيل مقابل الانسحاب الإسرائيلي الكامل من الأراضي العربية التي احتلتها منذ حرب الخامس من يونيو/حزيران من عام 1967، وقد حظيت بإجماع عربي خلال القمة.

## النص الحرفي
منقول من موقع جامعة الدول العربية:
إن مجلس جامعة الدول العربية على مستوى القمة المنعقد في دورته العادية الرابعة عشرة:
- يؤكد ما أقره مؤتمر القمة العربي غير العادي في القاهرة في يونيو 1996، من أن السلام العادل والشامل خيار استراتيجي للدول العربية يتحقق في ظل الشرعية الدولية، ويستوجب التزاما مقابلا تؤكده إسرائيل في هذا الصدد.
- وبعد أن استمع إلى كلمة الأمير عبدالله بن عبد العزيز، ولي عهد المملكة العربية السعودية، التي أعلن من خلالها مبادرته داعيا إلى انسحاب إسرائيل الكامل من جميع الأراضي العربية المحتلة منذ 1967، تنفيذا لقراري مجلس الأمن (242 و 338) والذين عززتهما قرارات مؤتمر مدريد عام 1991 ومبدأ الأرض مقابل السلام، وإلى قبولها قيام دولة فلسطينية مستقلة وذات سيادة وعاصمتها القدس الشرقية، وذلك مقابل قيام الدول العربية بإنشاء علاقات طبيعية في إطار سلام شامل مع إسرائيل.

وانطلاقا من اقتناع الدول العربية بأن الحل العسكري للنزاع لم يحقق السلام أو الأمن لأي من الأطراف:
1 - يطلب المجلس من إسرائيل إعادة النظر في سياساتها، وأن تجنح للسلم معلنة أن السلام العادل هو خيارها الاستراتيجي أيضا.
2 - كما يطالبها بالقيام بما يلي:
أ - الانسحاب الكامل من الأراضي العربية المحتلة بما في ذلك الجولان السوري وحتى خط الرابع من يونيو/حزيران 1967، والأراضي التي مازالت محتلة في جنوب لبنان.
ب- التوصل إلى حل عادل لمشكلة اللاجئين الفلسطينيين يتفق عليه وفقا لقرار الجمعية العامة للأمم المتحدة رقم 194.
ج- قبول قيام دولة فلسطينية مستقلة ذات سيادة على الأراضي الفلسطينية المحتلة منذ الرابع من يونيو/حزيران 1967 في الضفة الغربية وقطاع غزة وتكون عاصمتها القدس الشرقية.
3- عندئذ تقوم الدول العربية بما يلي:
أ - اعتبار النزاع العربي الإسرائيلي منتهيا، والدخول في اتفاقية سلام بينها وبين إسرائيل مع تحقيق الأمن لجميع دول المنطقة.
ب- إنشاء علاقات طبيعية مع إسرائيل في إطار هذا السلام الشامل.
4- ضمان رفض كل أشكال التوطين الفلسطيني الذي يتنافى والوضع الخاص في البلدان العربية المضيفة.
5- يدعو المجلس حكومة إسرائيل والإسرائيليين جميعا إلى قبول هذه المبادرة المبينة أعلاه حماية لفرص السلام وحقنا للدماء، بما يمكن الدول العربية وإسرائيل من العيش في سلام جنبا إلى جنب، ويوفر للأجيال القادمة مستقبلا آمنا يسوده الرخاء والاستقرار.
6- يدعو المجلس المجتمع الدولي بكل دولة ومنظماته إلى دعم هذه المبادرة.
7- يطلب المجلس من رئاسته تشكيل لجنة خاصة من عدد من الدول الأعضاء المعنية والأمين العام لإجراء الاتصالات اللازمة بهذه المبادرة، والعمل على تأكيد دعمها على كافة المستويات وفي مقدمتها الأمم المتحدة ومجلس الأمن والولايات المتحدة والاتحاد الروسي والدول الإسلامية والاتحاد الأوروبي.